# Böszörményi Emil
Böszörményi Emil, 1908-ig Blum (Nagykároly, 1890. január 17. – Nagyvárad 1938. november 1.) magyar jogász, újságíró, közíró.

## Életútja
Diákként csatlakozott a szocialista mozgalomhoz, részt vett a Galilei Kör megalakításában. 1921-től ügyvéd Nagyváradon, a romániai SZDP egyik vezetője. Petőfiről, Adyról és az irodalmi kérdésekről szóló cikkeit a Munkás Újság és Előre című szocialista lapok közölték. Vasgárdista merénylet áldozata lett.